# آرتو زیلفیان
آرتو ورژی زیلفیان (ارمنی: Արտո Վրեժի Զիլֆյան؛  زادهٔ ۹ مهٔ ۱۹۴۴) یک پزشک، آسیب‌شناس و فیزیولوژیست اهل ارمنستان است.

## زندگی‌نامه
در ۹ مهٔ ۱۹۴۴ در ایروان به دنیا آمد و از دانشگاه پزشکی دولتی ایروان (۱۹۶۷) فارغ‌التحصیل شد. و در همان دانشگاه فعالیت می‌کند. وی همچنین برنده دانشمند شایسته جمهوری ارمنستان شده است. 

## یادداشت
1. ↑  բժշկական գիտությունների դոկտոր